# Charles Marowitz
Charles Marowitz, né le 26 janvier 1934 et mort le 2 mai 2014, est un dramaturge et un écrivain américain,  critique de théâtre et  collaborateur de Peter Brook auprès de  Royal Shakespeare Company à Londres, fondateur et directeur de The Open Space Theatre. Il a collaboré avec The New York Times et The Times. 
Connu surtout pour les pièces  théâtrales Murdering Marlowe (éditée aussi en Dramatists Play Service, Inc. 2005), une comparaison imaginaire entre William Shakespeare et Christopher Marlowe, et Sherlock's Last Case, mise en scène à Broadway en 1987. 